# كرانشي
كرانشي (بالإنجليزية: Kerinci)‏ هي ريجنسي في مقاطعة جمبي ، في جزيرة سومطرة في إندونيسيا. تبلغ مساحة المنطقة نحو 3,808.5 كـم2 (1,470.5 ميل2). في تعداد 2010، بلغ عدد سكان كرانشي ريجنسي 229,387 نسمة؛ في آخر تقدير (يناير 2014) أصبح 253,258. العاصمة هي سيولاك. قع كرانشي على بعد 50 كـم (31 ميل) من مدينة جمبي، عاصمة مقاطعة جمبي.

## بحيرة جبل السبعة
تعد بحيرة جبل السبعة أعلى كالديرا في جنوب شرق آسيا وهي على ارتفاع 1,950 م (6,400 قدم) فوق مستوى سطح البحر، وتبلغ مساحة البحيرة 960 هكتارًا (2400 فدانًا). سمى الجبل بجبل السبعة لوجود 7 جبال. يقع جبل السبعة في منتزه كرانشي سبلات الوطني. تحتوي البحيرة على شاطئ رملي أبيض وشلال جبل السبعة.